# Charles Piutau
Salesi Tu'ipulotu Piutau, detto Charles (Auckland, 31 ottobre 1991), è un rugbista a 15 neozelandese che gioca come estremo con Bristol in English Premiership. Giocatore veloce e agile, è anche in grado di ricoprire il ruolo di tre quarti ala.

## Biografia
Nato ad Auckland in Nuova Zelanda, ma di origini tongane, Piutau nel 2010 disputò con le Tonga Under-20 il campionato giovanile di categoria.
L'anno successivo vestì invece la maglia della Nuova Zelanda Under-20 nel vittorioso Campionato mondiale giovanile di rugby 2011, risultando il maggiore realizzatore di mete per la nazionale neozelandese.
A livello di club Piutau iniziò la sua carriera giocando nel 2010 nel National Provincial Championship con l'Auckland; due anni dopo fece anche il suo debutto nel Super Rugby unendosi ai Blues.
La convocazione con gli All Blacks non tardò ad arrivare e Piutau collezionò la sua prima presenza internazionale affrontando il 22 giugno 2013 la Francia a New Plymouth.
Nell'aprile 2015 venne annunciato il suo passaggio all'Ulster per disputare il Pro12, ma a causa dell'impossibilità della franchigia irlandese di potere inserire in organico un ulteriore straniero Piutau si accordò per giocare la stagione 2015-16 con i Wasps in Premiership.